# Söllbach (Ohrn)
Der Söllbach ist ein knapp sechs Kilometer langer Bach im Hohenlohekreis im nördlichen Baden-Württemberg mit nordwestlichem bis westlichem Lauf, der am Südrand des Dorfes Cappel der Stadt Öhringen von rechts in die mittlere Ohrn mündet.

## Name
Als Ortsname tritt der Name im Jahr 1037 als Selebach erstmals urkundlich in Erscheinung. Das Bestimmungswort leitet sich wahrscheinlich vom althochdeutschen Adjektiv *selhīn „mit Saalweiden (bestanden)“ ab.

## Geographie

### Verlauf
Der Söllbach entsteht etwa anderthalb Kilometer südöstlich der Ortsmitte des Dorfes Obersöllbach der Kleinstadt Neuenstein am unteren Hangfuß der Waldenburger Berge. Er beginnt seinen Lauf zunächst nach Nordwesten auf etwa 335 m ü. NHN neben einer Talflurbucht unterhalb der Schlinge eines Waldwegs zwischen den Gewannen Pfaffenholz im Westen und Merzenholz im Osten. Schon nach gut 300 Metern Lauf mit nur episodischer Wasserführung verlässt er den eichenreichen Wald und zieht in natürlich schlängelndem Lauf unter den Wipfeln einer Baumgalerie und links nahe begleitet von einem Feldweg in allmählich westnordwestlicher Richtung an einem halben Dutzend Fischteichen am Ufer vorbei.
Etwa einen Kilometer nach seinem Ursprung erfährt er auf etwa 290 m ü. NHN von Osten her Zufluss von seinem ersten und letzten rechten Zufluss, der unterhalb des Waldhangs Steigenschlag in der offenen Flur neben einer zur Neuensteiner Stadtteilgemarkung Eschelbachs gehörenden Weinbergfläche entsteht. Weniger als einen halben Kilometer weiter stärkt ihn gegenüber einem Kleinteich an einer Feldweggabel von links und Südsüdosten her ein weiterer Bach, der in einer Waldklinge am Nordhang des Pfaffenbergs auf etwas unter 390 m ü. NHN entsteht und damit höher als der Söllbach selbst, aber im Oberlauf am Gipskeuperhang ebenfalls nur episodisch Wasser führt.
Zweihundert Meter später beginnt er seinen über einen halben Kilometer langen und verdolten Lauf durch das Dorf Obersöllbach, wonach er den nächsten halben Kilometer begradigt neben einem Feldweg und einer dünnen angepflanzten Baumreihe zieht. Am Ende dieses Abschnitts durchfließt er ab etwa 255 m ü. NHN und damit etwa 20 Höhenmeter unter den Randhöhen in wieder sich natürlich schlängelnden und galeriebegleiteten Lauf nunmehr westwärts ein Wiesentälchen, in das die Landesstraße L 1036 absteigt, die den Bach von dort bis zur Mündung begleitet.
Inzwischen auf dem Gebiet der Stadt Öhringen, durchquert er kaum beeinträchtigt kurz deren Weiler Untersöllbach, wo ihn an der Brücke des Dorfanschlusses zur auf der rechten Talseite laufenden Landesstraße ein weiterer linker Zufluss aus der Gänsklinge verstärkt, der wie der noch folgende Schutzbach schon im Vorland der Berge entsteht. Der Schutzbach mündet nach einem weiteren halben Kilometer abwärts von Untersöllbach, er läuft wie die Gänseklinge etwas nordwestwärts.
Auf dem letzten Kilometer seines Weges abwärts der Schutzbach-Mündung zieht der Söllbach an ein paar Gebäuden des Öhringer Dorfes Cappel am Hang über der L 1036 vorbei, unterquert die in diese einmündende L 1049 und mündet dann am Südrand von Cappel auf knapp 230 m ü. NHN von links in die mittlere Ohrn, nur etwa 300 Meter vor dem größeren Epbach, der ihr im Dorf von derselben Seite zuläuft.
Der nach 5,7 km langem Lauf etwa 105 Höhenmeter unterhalb seines Waldursprungs mündende Söllbach hat ein mittleres Sohlgefälle von etwa 18 ‰.

### Einzugsgebiet
Der Söllbach entwässert ein Gebiet von 7,7 km² Größe. Die beiden höchsten Quellen liegen, naturräumlich gesehen, im Nordsaum des Unterraumes Waldenburger Berge der Schwäbisch-Fränkischen Waldberge, der größte Teil des Gebietes von deren Hangfuß bis zur Mündung dagegen in der zur Hohenloher und Haller Ebene zählenden Öhringer Ebene.
Im gesamten Einzugsgebiet stehen Keuper-Schichten an. Auf der Hochfläche des Berglandes, wo der mit etwa 487 m ü. NHN höchste Punkt an der Ostsüdostspitze im Gewann Steigenschlag liegt, steht flächenhaft Kieselsandstein (Hassberge-Formation) an. Am recht breiten oberen und mittleren Abfall zur Öhringer Ebene folgen darunter die Unteren Bunten Mergel (Steigerwald-Formation), dann ein schmaler Streifen von Schilfsandstein (Stuttgart-Formation). Noch tiefer am Hang setzt unter diesem der Gipskeuper (Grabfeld-Formation) ein, in dem auch die Quellen des Söllbachs und seiner ersten zwei Zuflüsse entspringen und der sich in der Tiefebene bis an den Ortsrand von Obersöllbach fortsetzt. Unterhalb des Dorfs fließt der Bach schon in einer Mulde im Lettenkeuper (Erfurt-Formation), in dem er auch mündet. Die Mulde ist ab dem Dorf bis zur Mündung links von einer mit Lösssediment aus quartärer Ablagerung bedeckten Ebene begleitet, rechts von einem solchen Rücken vor dem benachbarten Epbach-Tal, jedoch liegt auf dieser Seite ab etwa gegenüber Untersöllbach flächenhaft der Lettenkeuper.
Nahe der Quellklinge des ersten linken Zuflusses aus dem Pfaffenholz befindet sich auf dem Pfaffenberg eine Station des von Michelbach am Wald heraufführenden geologischen Pfades, wo an einem Böschungsaufschluss die Grauen Estherienschichten im oberen Teil des Gipskeupers ausstreichen. Die Stelle, an der eine kleine Abschiebung auftritt, ist als Geotop ausgewiesen.
Reihum grenzt das Einzugsgebiet des Söllbachs an diejenigen folgender Nachbargewässer:
- Im Norden liegt das Einzugsgebiet des größeren Epbachs, der nur wenig unterhalb des Söllbachs in die Ohrn mündet.
- Jenseits der nordöstlichen Wasserscheide entwässert der Eschelbach zum Epbach.
- Vom höchsten Punkt im Steigenschlag folgt der prominenteste Abschnitt der Gesamtwasserscheide an der Südseite, der über das Ahörnle und den Sporn Pfaffenberg und dessen Ausläufer Gügling bis westlich von Michelbach geht und hinter welcher der Michelbach den Abfluss zur anderen Seite sammelt und oberhalb des Söllbachs zur Ohrn führt.
- Die westliche Einzugsgebietsgrenze verläuft am rechten Hang des Tals der Ohrn, die auf diesem Abschnitt von der Scheide her keine wesentlichen Zuflüsse aufnimmt.

Ein kleiner Zwickel ganz im Osten auf der Hochebene der Waldenburger Berge gehört zur Kleinstadt Waldenburg, der größte, daran anschließende Teil mit nur dem Dorf Obersöllbach am Lauf zur Kleinstadt Neuenstein, der etwas kleinere westliche Teil zur Mittelstadt Öhringen, von dem der Weiler Untersöllbach auch am Lauf und ein Teil des südlichen Dorfrandes von Cappel an der Mündung ebenfalls innerhalb der Grenzen liegt, während dessen Dorf Michelbach am Wald durch neuere Bebauung von Süden her an die Einzugsgebietsgrenze herangerückt ist, aber just noch außerhalb liegt. Weitere Siedlungsplätze gibt es keine.

### Zuflüsse und Seen
Liste der Zuflüsse und  Seen von der Quelle zur Mündung. Gewässerlänge, Seefläche, Einzugsgebiet und Höhe nach den entsprechenden Layern auf der Onlinekarte der LUBW. Andere Quellen für die Angaben sind vermerkt.
Ursprung des Söllbachs auf etwa 335 m ü. NHN ca. 1,5 km südöstlich von Neuenstein-Obersöllbach neben einer teils offenen Talbucht zwischen den bewaldeten Spornen der Waldenburger Berge Merzenloh im Osten und Pfaffenholz im Westen. Der Bach fließt zunächst nordwestlich.
- Passiert nach seinem Waldaustritt auf etwa 310 m ü. NHN nach etwa dreihundert Metern auf dem Rest seines ersten Kilometers Lauf bis unmittelbar nach dem folgenden Zufluss ein halbes Dutzend Fischteiche vorwiegend am rechten Ufer, zusammen ca. 0,7 ha.[LUBW 6]
- (Zufluss aus der offenen Flur Merzenloh), von rechts und Osten auf etwa 290 m ü. NHN dicht am Parkplatz für die Fischteiche, 1,2 km und ca. 0,6 km². Entsteht auf etwa 350 m ü. NHN an den Weingärten im südlichen Herdweg. Der Hauptstrang ist bis zu diesem Zufluss erst 1,0 km lang, trägt jedoch ein etwas größeres Teileinzugsgebiet von ca. 0,7 km² bei.
Ab hier fließt der Bach in ungefähr westnordwestliche Richtung.
- Passiert auf etwa 281 m ü. NHN einen Teich am sich in zwei Feldwege aufgabelnden Ahornweg etwa 200 Meter vor der Ortsgrenze von Obersöllbach, unter 0,1 ha.[LUBW 7]
- (Zufluss aus dem Pfaffenholz), von links und Südsüdosten auf etwa 281 m ü. NHN gegenüber dem vorigen Teich, 1,2 km und ca. 0,5 km². Entsteht unter 390 m ü. NHN in einer Waldklinge nördlich des Weinbergs auf dem Pfaffenberg.
Das folgende Dorf Obersöllbach durchquert der Bach größtenteils oder ganz verdolt und macht sich dann auf etwa 260 m ü. NHN auf fast westlichen Lauf.
- (Bach aus der Gänsklinge), von links und Südosten auf etwa 243 m ü. NHN in Öhringen-Untersöllbach am Ortsausgang zur Landesstraße L 1036, 1,9 km und ca. 0,8 km². Entsteht auf etwa 283 m ü. NHN an der Kreisstraße K 2355 Obersöllbach–Michelbach am Wald. Auf der ersten Laufhälfte Feldweggraben.
- Schutzbach, von links und Südosten auf 236,8 m ü. NHN[LUBW 8] nach Untersöllbach, 2,0 km und ca. 1,9 km². Entsteht auf etwa 280 m ü. NHN in den Hieseläckern nördlich des Aussiedlerhofes Steigenäcker. Auf der ersten Laufhälfte Feldweggraben.

Mündung des Söllbachs von rechts und Osten auf unter 230 m ü. NHN am Südrand von Öhringen-Cappel in die mittlere Ohrn, nur etwa 0,3 km oberhalb des größeren Epbachs. Der Söllbach ist 5,7 km lang und hat ein Einzugsgebiet von 7,7 km².

## Natur und Schutzgebiete
In der recht vollständig erhaltenen Begleitgalerie des Söllbachs dominieren die Eschen, daneben gibt es dort auch Schwarzerlen und Weiden.
Auf den Waldenburger Bergen und an ihrem Nordhang steht auf etwa einem Quadratkilometer des Einzugsgebietes geschlossener Wald. Auf der übrigen, offenen Flur dominieren die Äcker, ausgenommen den Saum des Bergfußes, das Weichbild der genannten Orte und die Talmulden, wo es Wiesen und Obstwiesen gibt. Am Oberlauf des einzigen rechten Zuflusses liegen Weinberge, noch mehr solcher am Nordabfall des Pfaffenbergs und seines westlichen Ausläufers Gügling.
Auf der Kuppe des Pfaffenbergs ist ein Prachtnelken-Standort als Naturdenkmal ausgewiesen, das auch den oben genannten Geotop umfasst. Der Wald geht dort in die umgebenden Weinberge über, stellenweise findet sich Rohboden. Der Waldenburger Gebietsanteil ganz im Osten und ein noch kleineren Streifen am Südrand bei Michelbach am Wald gehört dem Naturpark Schwäbisch-Fränkischer Wald an.

### LUBW
Amtliche Online-Gewässerkarte mit passendem Ausschnitt und den hier benutzten Layern: Lauf und Einzugsgebiet des Söllbachs

Allgemeiner Einstieg ohne Voreinstellungen und Layer: Daten- und Kartendienst der Landesanstalt für Umwelt Baden-Württemberg (LUBW) (Hinweise)
1. 1 2 3 4  Höhe nach dem Höhenlinienbild auf dem Hintergrundlayer Topographische Karte.
2. 1 2  Länge nach dem Layer Gewässernetz (AWGN).
3. 1 2  Einzugsgebiet nach dem Layer Basiseinzugsgebiet (AWGN).
4. ↑  Seefläche nach dem Layer Stehende Gewässer.
5. ↑  Einzugsgebiet abgemessen auf dem Hintergrundlayer Topographische Karte.
6. ↑  Seeflächen teils nach dem Layer Stehende Gewässer, teils bei zwei dort unberücksichtigten, durchaus großen Teichen abgemessen auf dem Hintergrundlayer Topographische Karte.
7. ↑  Seefläche abgemessen auf dem Hintergrundlayer Topographische Karte.
8. ↑  Höhe nach schwarzer Beschriftung auf dem Hintergrundlayer Topographische Karte.
9. ↑  Naturbeschreibungen teils nach dem Layer Biotop, Schutzgebiete nach den einschlägigen Layern.

### Andere Belege
1. ↑  Abfluss-BW - Daten und Karten
2. ↑  Albrecht Greule: Deutsches Gewässernamenbuch. Walter de Gruyter, Berlin / Boston 2014, ISBN 978-3-11-057891-1, S. 504, „Söllbach“ (Auszug in der Google-Buchsuche).
3. ↑  Wolf-Dieter Sick: Geographische Landesaufnahme: Die naturräumlichen Einheiten auf Blatt 162 Rothenburg o. d. Tauber. Bundesanstalt für Landeskunde, Bad Godesberg 1962. → Online-Karte (PDF; 4,7 MB)
4. ↑  Geologie nach der geologischen Karte des Naturparks Schwäbisch-Fränkischer Wald 1:50.000, herausgegeben vom Landesamt für Geologie, Rohstoffe und Bergbau Baden-Württemberg, Freiburg i. Br. 2001. Einen gröberen Überblick verschafft auch: Mapserver des Landesamtes für Geologie, Rohstoffe und Bergbau (LGRB) (Hinweise)
5. ↑  Geotopsteckbrief des Aufschlusses auf dem Pfaffenberg auf dem Mapserver des LGRB.